# Adrián Ladrón
Adrián Ladrón (Ciudad de México, 6 de abril de 1982) es un actor mexicano, más conocido por sus interpretaciones en películas como La 4ª Compañía, La oveja negra, Güeros, y After Dark.  Ladrón es actor egresado de la Escuela Nacional de Arte Teatral del Instituto Nacional de Bellas Artes y Literatura. Ganó el Premio Ariel como mejor actor en la entrega 59° del Premio Ariel 2017.

## Filmografía

### Cine
| Año  | Título               | Rol      | Notas                      |
| ---- | -------------------- | -------- | -------------------------- |
| 2009 | La oveja negra       | Memo     |                            |
| 2012 | Caminando las noches | Julián   | Corto                      |
| 2014 | Güeros               | Moco     |                            |
| 2016 | La 4ª Compañía       | Zambrano |                            |
| 2018 | After Dark           | Angel    | Corto; productor ejecutivo |
| 2018 | Golden Malibu        | Angel    | Short film                 |
| 2018 | Eight Out of Ten     | El jefe  |                            |

### Televisión
| Año       | Título                             | Rol           | Notas                                        |
| --------- | ---------------------------------- | ------------- | -------------------------------------------- |
| 2018–2019 | Diablo Guardián                    | Cerdo         | Rol principal (temporadas 1–2); 18 episodios |
| 2018      | Falco                              | Romano        | Episodio: "Efectos Secundarios"              |
| 2019      | No te puedes esconder              | Hugo          |                                              |
| 2019      | La negociadora                     | TBA           |                                              |
| 2019      | Historia de un crimen: La búsqueda | Subprocurador |                                              |
| 2024      | Bandidos                           |               |                                              |
| 2024      | Mujeres asesinas                   | Benjamín      | Episodio: Nancy                              |